# リヴァース・クオモ
リヴァース・クオモ（Rivers Cuomo、1970年6月13日 - ）は、アメリカのミュージシャン。ロックバンドウィーザーのボーカルであり、楽曲の作詞、作曲を手掛ける。ロサンゼルス在住。影響を受けたアーティストは、ガンズ・アンド・ローゼズ、キッス、ピクシーズ等。

## 来歴

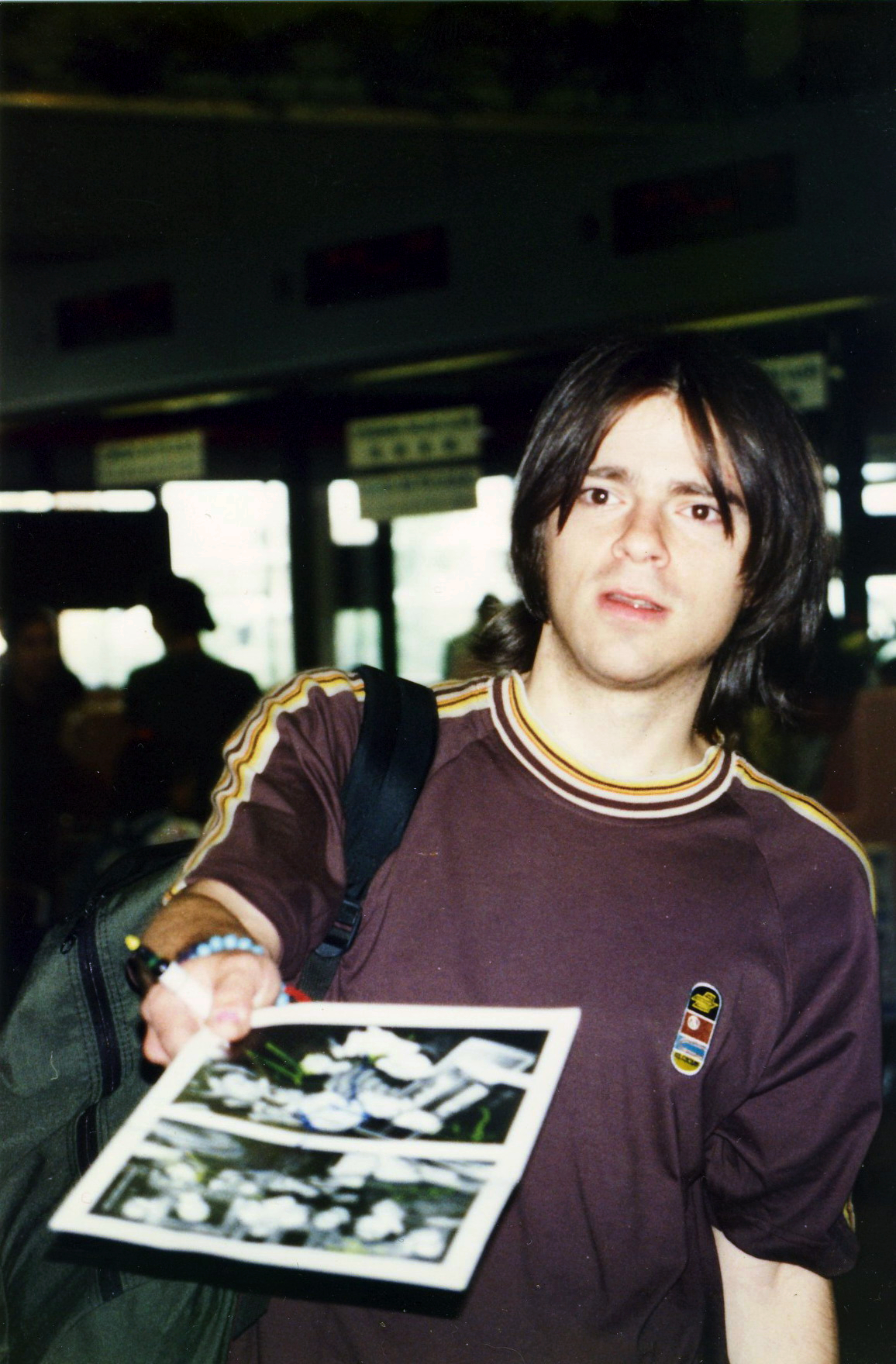
1997年

ニューヨーク州ニューヨーク出身、コネチカット州ストアズ育ち。イタリア、イングランド、ドイツの血を引いている。
ニューヨークの病院で生まれ、コネチカット州北東のヒンドゥー教の隠遁所で育つ。隠遁所がヴァージニア州のブルーリッジ山脈沿いへ移転する時、両親はコネチカットに残る事にした。その為、リヴァースはそのままコネチカットで育ち、ストアズのE.O.スミス高校を卒業した。
高校卒業後、プログレッシブ・メタルバンド、アバンギャルドを結成し、地元でライブを重ねる。
ガンズ・アンド・ローゼズの影響で、1989年3月に彼らの拠点地であるロサンゼルスへ移住したほどであった。「ガンズに出会わなかったら今の僕はいない」と語っており、2002年のサマーソニックでは、憧れのアクセル・ローズと同じステージに立つことができ、喜びを隠せない様子だった。
バンドの名前をズームへ変えるが、敢えなく1990年春に解散。
ロサンゼルスで、一通りの音楽活動をした後、1992年2月14日、ウィーザーを結成した。

## 日本との関係
2ndアルバム『ピンカートン』では、ジャケットに歌川広重の東海道五十三次の一幕を使用するなど、非常な親日家である。
2006年6月8日にハーバード大学を卒業。専攻は当初は音楽だったが、途中から英文学に転向。英文学士号を取得した。同大学を卒業後に、Weezerのライブで知り合った日本人女性と結婚。一男一女を授かっている。夫人の実家がある熊本県に年に数度来日したり、熊本のゆめタウン内で作曲をしたこともある。リヴァースの2008年のフェイバリット・アルバムは、Perfumeの『GAME』である。

### スコット&リバース
2012年、兼ねてから親交のあった、アリスターのスコット・マーフィーとスコット&リバースを結成。親日家の2人がオリジナルの日本語楽曲を制作。「HOMELY GIRL」のリリック・ビデオが公開されている。このビデオの文字は、2人の手書き文字が採用されている。またスコット&リヴァースとして、2012年12月29日の「Radio Crazy」、2012年12月31日の「COUNTDOWN JAPAN12/13」に出演した。
カタカナ表記は、本人の希望によりリバース・クオモとされるようになった。

## ディスコグラフィー
- アローン-ウィーザー・アナザー・トラックス - Alone: The Home Recordings of Rivers Cuomo （2007年）
- アローン-ウィーザー・アナザー・トラックスVOL.2 - Alone II: The Home Recordings of Rivers Cuomo （2009年）
- ノット・アローン - Not Alone – Rivers Cuomo and Friends: Live at Fingerprints （2009年）
- Alone III: The Pinkerton Years （2011年）

### スコット&リバース
- スコットとリバース - Scott & Rivers （2013年）